# Wiesloch
Wiesloch är en stad i Rhein-Neckar-Kreis i regionen Rhein-Neckar i Regierungsbezirk Karlsruhe i förbundslandet Baden-Württemberg i Tyskland., cirka 13 kilometer söder om Heidelberg. Folkmängden uppgår till cirka 27 000 invånare, på en yta av 30 kvadratkilometer.
Staden ingår i kommunalförbundet Wiesloch tillsammans med kommunen Dielheim.
År 1622 besegrade Ernst von Mansfeld här Tilly i Slaget vid Wiesloch.